# (74111) 1998 QD39
(74111) 1998 QD39 – planetoida z pasa głównego asteroid okrążająca Słońce w ciągu 3,83 lat w średniej odległości 2,45 j.a. Odkryta 17 sierpnia 1998 roku.